# Mulgrave, New South Wales
Mulgrave este o suburbie în Sydney, Australia.